# Associazione Calcio Rovigo 1941-1942
Questa pagina raccoglie le informazioni riguardanti l'Associazione Calcio Rovigo nelle competizioni ufficiali della stagione 1941-1942.

## Stagione
Nella stagione 1941-1942 il Rovigo ha disputato il girone A della Serie C. Con 24 punti si è piazzato al tredicesimo posto in classifica.

## Rosa
| N. |                   | Ruolo | Calciatore         |
| -- | ----------------- | ----- | ------------------ |
|    | Italia (bandiera) | D     | Ennio Alberghini   |
|    | Italia (bandiera) | C     | Innocente Amadori  |
|    | Italia (bandiera) | A     | Virgilio Andrioli  |
|    | Italia (bandiera) | A     | Renzo Barbieri     |
|    | Italia (bandiera) | P     | Francesco Biasutti |
|    | Italia (bandiera) | C     | Ernesto Bonafè     |
|    | Italia (bandiera) | A     | Giuseppe Brunello  |
|    | Italia (bandiera) | A     | Romolo Camuffo     |
|    | Italia (bandiera) | A     | Raffaele Ceciliato |
|    | Italia (bandiera) | C     | Rino De Togni      |
|    | Italia (bandiera) | A     | Dino Ferrari       |
|    | Italia (bandiera) | C     | Emo Finetti        |
|    | Italia (bandiera) | A     | Sesto Fiorini      |

| N. |                   | Ruolo | Calciatore          |
| -- | ----------------- | ----- | ------------------- |
|    | Italia (bandiera) | D     | Giovanni Ganzarolli |
|    | Italia (bandiera) | A     | Eusebio Gregnanin   |
|    | Italia (bandiera) | A     | Oreste Isoardi      |
|    | Italia (bandiera) | A     | O. Levorato         |
|    | Italia (bandiera) | D     | Walter Magosso      |
|    | Italia (bandiera) | C     | Galliano Menin      |
|    | Italia (bandiera) | A     | Serafino Montanari  |
|    | Italia (bandiera) | D     | Leonardo Pelà       |
|    | Italia (bandiera) | P     | Adolfo Pittarello   |
|    | Italia (bandiera) | P     | Lionello Rizzioli   |
|    | Italia (bandiera) | D     | Ulrico Sani         |
|    | Italia (bandiera) | C     | Nerio Tassinari     |
|    | Italia (bandiera) | D     | Mario Zotti         |